# Gau-Algesheimer Kopf
Koordinaten: 49° 57′ 7″ N, 8° 1′ 51″ O

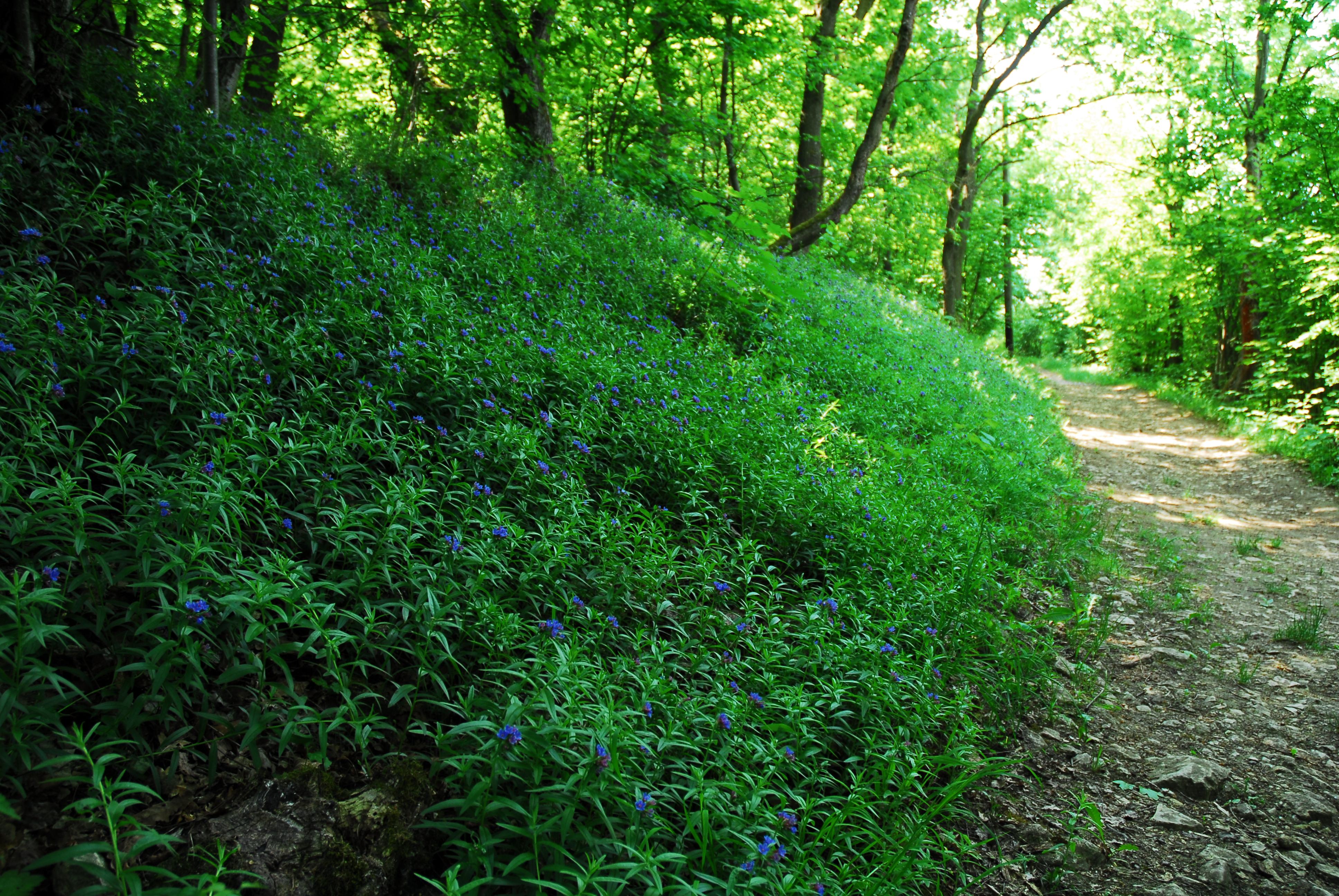
Naturschutzgebiet Gau-Algesheimer Kopf (Mai 2015)

Das Naturschutzgebiet Gau-Algesheimer Kopf liegt im Landkreis Mainz-Bingen in Rheinland-Pfalz. Das 46,55 ha große Gebiet, das im Jahr 1980 unter Naturschutz gestellt wurde, erstreckt sich südlich der Stadt Ingelheim und östlich der Stadt Gau-Algesheim. Unweit westlich fließt der Welzbach und verläuft die Landesstraße L 415. Das Gebiet umfasst Laubmischwald und Gebüsch.